# Потік Річчі
Потік Річчі — система диференціальних рівнянь, що описує деформацію ріманової метрики на многовиді.
Ця система є нелінійним аналогом рівняння теплопровідності.

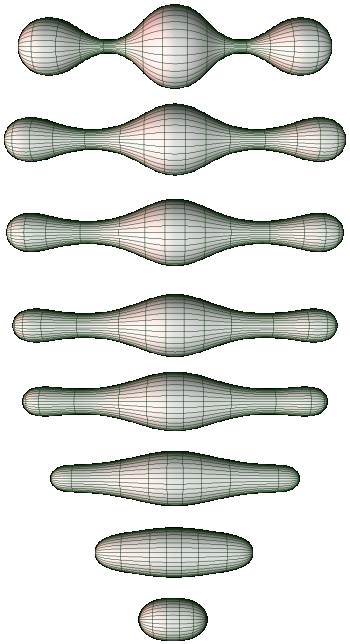
Візуалізація потоку Річчі на двовимірній поверхні обертання.

Названий за аналогією з кривиною Річчі, на честь італійського математика Річчі-Курбастро.

## Рівняння
Рівняння потоку Річчі має вигляд:
{\displaystyle \partial _{t}g_{t}=-2\cdot \mathrm {Rc} _{t}.}
де {\displaystyle g_{t}} позначає однопараметричне сімейство ріманових метрик на повному многовиді (залежить від дійсного параметра {\displaystyle t}), і {\displaystyle \mathrm {Rc} _{t}} — її тензор Річчі.

## Властивості
- Формально кажучи, система рівнянь {\displaystyle R}, що задається потоком Річчі, не є параболічним рівнянням. Проте, існує параболічна система рівнянь {\displaystyle R'}, запропонована Детурком[ru], така, що якщо {\displaystyle g_{0}} ріманова метрика на компактному многовиді {\displaystyle M} і {\displaystyle g_{t}}, {\displaystyle g'_{t}} — розв'язок систем {\displaystyle R} і {\displaystyle R'}, то {\displaystyle (M,\;g_{t})} ізометричне {\displaystyle (M,\;g_{t}')} для всіх {\displaystyle t}.
  - Ця конструкція суттєво спростила доведення існування розв'язку, вона називається «трюком Детурка».
- Аналогічно рівнянню теплопровідності (та іншим параболічним рівнянням, задавши довільні початкові умови {\displaystyle t=0}, можна отримати розв'язок лише в один бік {\displaystyle t}, а саме {\displaystyle t\geqslant 0}.
- На відміну від розв'язків рівняння теплопровідності, потік Річчі, як правило, не продовжується необмежено при {\displaystyle t\to \infty }. Розв'язок продовжується на максимальний інтервал {\displaystyle [0,\;T)}. У разі якщо {\displaystyle T} скінченне, за наближення до {\displaystyle T} кривина многовиду прямує до нескінченності, і в розв'язку формується сингулярність. Саме на дослідженні сингулярностей, в які впираються потоки Річчі, й ґрунтується доведення гіпотези Терстона.
- Псевдолокальність — якщо деякий окіл точки в початковий момент виглядає майже як ділянка евклідового простору, то ця властивість збережеться певний час у потоці Річчі в меншому околі.

### Зміна геометричних характеристик
- Для об'єму {\displaystyle \mathrm {vol} _{t}} метрики {\displaystyle g_{t}} істинне співвідношення
{\displaystyle {\tfrac {\partial }{\partial t}}(\mathrm {d} \,\mathrm {vol} _{t})=-\mathrm {R} _{t}\cdot (\mathrm {d} \,\mathrm {vol} _{t}).}
- Для скалярної кривини {\displaystyle \mathrm {R} _{t}} метрики {\displaystyle g_{t}} істинне співвідношення
{\displaystyle {\tfrac {\partial }{\partial t}}\mathrm {R} _{t}=\triangle _{t}\mathrm {R} _{t}+|\mathrm {Rc} _{t}|^{2}}

де {\displaystyle |\mathrm {Rc} _{t}|^{2}} визначається як {\displaystyle \sum _{i,j}(\mathrm {Rc} (e_{i},e_{j}))^{2}} для ортонормованого репера {\displaystyle \{e_{i}\}} в точці.
- Зокрема, згідно з принципом максимуму потік Річчі зберігає додатність скалярної кривини.
- Більш того, нижня грань скалярної кривини не спадає.

- Для кожного {\displaystyle g_{0}}-ортонормованого репера {\displaystyle \{e^{i}\}} в точці {\displaystyle x\in M} існує так званий супутній {\displaystyle g_{t}}-ортонормований репер {\displaystyle \{e_{t}^{i}\}}. Для тензора кривини {\displaystyle \mathrm {Rm} _{t}}, записаного в цьому базисі, істинне співвідношення
{\displaystyle {\tfrac {\partial }{\partial t}}\mathrm {Rm} _{t}=\triangle _{t}\mathrm {Rm} _{t}+Q(\mathrm {Rm} _{t},\mathrm {Rm} _{t}),}

де {\displaystyle Q} — певна білінійна квадратична форма на просторі тензорів кривини й зі значеннями в них.
- Білінійна квадратична форма {\displaystyle Q} визначає векторне поле на векторному просторі тензорів кривини — кожному тензору кривини {\displaystyle x} приписується інший тензор кривини {\displaystyle v_{x}=Q(x,x)}. Розв'язки ЗДР

{\displaystyle {\dot {x}}=v_{x}}
відіграють важливу роль у теорії потоків Річчі.
- Опуклі множини {\displaystyle K} в просторі тензорів кривини, інваріантні відносно поворотів і такі, що, якщо в наведеному ЗДР {\displaystyle x(0)\in K}, то {\displaystyle x(t)\in K} за {\displaystyle t\geq 0}, називаються інваріантними для потоку Річчі. Якщо кривина ріманової метрики на замкнутому многовиді в кожній точці належить такому {\displaystyle K}, то це істинне і для метрик, одержуваних з неї потоком Річчі. Міркування такого роду називаються «принципом максимуму» для потоку Річчі.

- До інваріантних множин належать:

- тензори кривини з додатною скалярною кривиною
- тензори кривини з додатним оператором кривини
- у тривимірному випадку, тензори кривини з додатною кривиною Річчі

#### Розмірність 3
У випадку, коли розмірність простору дорівнює 3, для кожного {\displaystyle x} і {\displaystyle t} можна підібрати репер {\displaystyle \{e_{t}^{i}\}}, в якому {\displaystyle \mathrm {Rm} _{t}} діагоналізується в базисі {\displaystyle e_{1}\wedge e_{2}}, {\displaystyle e_{2}\wedge e_{3}}, {\displaystyle e_{3}\wedge e_{1}}, скажімо,
{\displaystyle \mathrm {Rm} ={\begin{pmatrix}\lambda &0&0\\0&\mu &0\\0&0&\nu \end{pmatrix}}.}
Тоді
{\displaystyle Q(\mathrm {Rm} ,\mathrm {Rm} )={\begin{pmatrix}\lambda ^{2}+\mu \cdot \nu &0&0\\0&\mu ^{2}+\nu \cdot \lambda &0\\0&0&\nu ^{2}+\lambda \cdot \mu \end{pmatrix}}.}

## Історія
Початок дослідженню потоку Річчі поклав Гамільтон на початку 1980-х. За допомогою потоків Річчі доведено декілька гладких теорем про сферу.
Використовуючи потоки Річчі в своїх статтях, опублікованих протягом 2002—2003 років, Перельману вдалося довести гіпотезу Терстона, провівши тим самим повну класифікацію компактних тривимірних многовидів, і довести гіпотезу Пуанкаре.